# Be My Baby (chanson de Vanessa Paradis)
Pour les articles homonymes, voir Be My Baby.
Singles de Vanessa Paradis
L'Amour en soi 
 (mai 1991) Sunday Mondays 
 (janvier 1993)
Pistes de Vanessa Paradis
Silver And Gold Lonely Rainbows
Be My Baby est le 10e single de Vanessa Paradis. Il est sorti le 1er septembre 1992.
Il s'agit du 1er extrait de l'album Vanessa Paradis, produit par Lenny Kravitz. Il est entièrement chanté en anglais.
5 ans après Joe le taxi, Vanessa Paradis connait un nouveau succès mondial avec ce titre qui est son 2d single à sortir aux États-Unis. Il se classe sixième des meilleures ventes de singles en Angleterre.
Il s'écoule à 800 000 exemplaires dans le monde.

## Sortie
Be My Baby a bénéficié d'une sortie simultanée dans toute l'Europe le 1er septembre 1992. 3 semaines avant que soit commercialisé l'album. Le disque est sorti ensuite le 28 septembre en Angleterre car c'est un marché qui privilégie les formats longs.
En Amérique du Nord, en Australie et en Asie, le single est présenté en octobre, l'album en novembre.

## Supports
Le disque est sorti sur les supports suivants :
- 45 tours : France[2], Allemagne, Royaume-Uni
- Maxi 45 tours : France, Allemagne
- K7 single : France[3], Royaume-Uni[4], Australie[5], États-Unis[6]
- CD single : France[7], Royaume-Uni, Australie[8], Europe, Japon

Les pochettes sont les mêmes pour tous les pays. Les États-Unis se distinguent par le lettrage « Paradis » en blanc (et non plus marron).
Quelques pays ont proposé des supports plutôt rares :
Royaume-Uni :  un CD 3 titres en édition limitée a été commercialisé. Le livret propose des photos du clip.
États-Unis :  les médias ont eu droit à un CD promotionnel inédit dans le commerce.

## Versions
Be My Baby n'existe qu'en 1 seule version studio. Suivant les pays, sa durée varie entre 3:19, 3:38, 3:41 ou 3:44. La différence tient au fade de fin de titre plus ou moins long.
Vanessa interprète ce titre lors du Natural High Tour en 1993, du Divinidylle Tour en 2007, de sa Tournée Acoustique en 2010 et du Love Songs Tour en 2013.

## Le clip
Le clip de Be My Baby a été tourné aux États-Unis par John Lindauer durant l'été 1992 et mis en télé en septembre.
Ce clip fait clairement référence au film Ciao! Manhattan de John Palmer et David Weisman, sorti aux États Unis en 1972, avec Edie Sedgwick, une des muses d'Andy Warhol[réf. nécessaire].

## À la télévision
La 1re télévision française dans laquelle Vanessa interprète Be My Baby est Et si on se disait tout sur TF1 le 14 septembre 1992. Elle y est interviewée par Patrick Sabatier et chante aussi Natural High.
Ensuite, elle interprète le titre lors de Toute la ville en parle sur TF1 le 10 octobre puis à Stars 90 le 2 novembre. Lors de cette prestation, l'artiste comique Muriel Robin se mêle aux choristes et danse avec elles. À la fin de l'émission, Vanessa dansera une valse avec l'humoriste Guy Bedos.
En plus des prestations du titre, Vanessa accorde une interview d'une heure à Laurent Boyer pour son émission Frequenstar le 25 octobre puis retrouve Michel Denisot sur le plateau de Télé dimanche sur Canal+ le 8 novembre. Elle y commente un reportage sur sa tournée européenne de promotion du single.
En effet, on la voit sur les télés espagnoles ou anglaises.